# Heinrich von Tunna

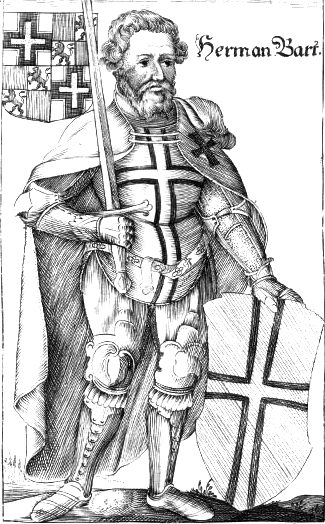
Heinrich Bart

Escudo de armas del Gran Maestre Heinrich von Tunna

Heinrich von Tunna, también llamado Heinrich Bart (o Herman Bart ; † 2 de junio de 1209 ), fue el tercer Gran Maestre de la Orden Teutónica entre los años 1208 y 1209.
Fue el ministro del Landgrave Hermann I de Turingia, conde palatino de Sajonia. Probablemente era miembro de la familia von Thüna.
En 1208 peregrinó hacía Tierra Santa. Para financiar su viaje, cedió una zona del bosque en el Ettersberg que le pertenecía al monasterio de Reinhardsbrunn y recibió 10 marcos de plata por ello.
Ya en Palestina ingresó a la Orden Teutónica y fue elegido Gran Maestre ese mismo año. Las causas de su rápido ascenso aún no están claras. Murió en el año 1209 y fue enterrado en Acre. Fue sucedido por Hermann von Salza